# Sebastián Fassi
Sebastián Andrés Fassi Álvarez (Ciudad de México, 19 de mayo de 1993) es un futbolista mexicano de ascendencia argentina. Se desempeña como portero y actualmente se encuentra sin club.
Es hijo del dirigente y empresario deportivo argentino Andrés Fassi.

## Trayectoria

### Clubes
| Club                               | País       | Año         |
| ---------------------------------- | ---------- | ----------- |
| C. F. Pachuca sub-20/C. F. Pachuca | México     | 2011 - 2017 |
| C. F. Titanes de Tulancingo        | México     | 2012 - 2013 |
| Linces de Tlaxcala                 | México     | 2013        |
| C. F. Titanes de Tulancingo        | México     | 2014        |
| Belén F. C.                        | Costa Rica | 2015        |
| C. D. River Plate Ecuador          | Ecuador    | 2016        |
| Tlaxcala F. C.                     | México     | 2016 - 2017 |
| Mineros de Zacatecas F. C.         | México     | 2017 - 2020 |
| C. León                            | México     | 2020        |
| C. Necaxa                          | México     | 2020 - 2021 |
| Tlaxcala F. C.                     | México     | 2021 - 2023 |
| C. A. Atenas                       | Uruguay    | 2022        |
| San Fernando C. D.                 | España     | 2023        |
| C. F. La Nucía                     | España     | 2023        |